# Chris Wilkinson
Pour les articles homonymes, voir Wilkinson.
Chris Wilkinson, né le 5 janvier 1970 à Southampton, est un ancien joueur de tennis professionnel britannique. Il a été 1/4 de finaliste en double à Wimbledon en 1993.

## Carrière
1/4 de finaliste en double à Wimbledon en 1993.
Sur le gazon du Queen's Club de Londres en 1993, il bat Goran Ivanišević no 6 mondial sur le score de 6-3, 3-6, 6-3.
Il a remporté 3 tournois Challenger en simple : à Kuala Lumpur en 1992 et Manchester en 1995 et 1998.

## Palmarès

### Finales en double messieurs
| No | Date       | Nom et lieu du tournoi                     | Catégorie    | Dotation  | Surface      | Vainqueurs                       | Partenaire     | Score         |  |
| -- | ---------- | ------------------------------------------ | ------------ | --------- | ------------ | -------------------------------- | -------------- | ------------- |  |
| 1  | 16-06-1997 | Tournoi de tennis de Nottingham Nottingham | World Series | 303 000 $ | Gazon (ext.) | Ellis Ferreira Patrick Galbraith | Danny Sapsford | 4-6, 7-6, 7-6 |  |
| 2  | 08-09-1997 | Bournemouth International Bournemouth      | World Series | 375 000 $ | Terre (ext.) | Kent Kinnear Aleksandar Kitinov  | Alberto Martín | 7-6, 6-2      |  |